# Kamal Qureshi
Kamal Hameed Qureshi (urdu: کمال حمید قریشی, født 29. juli 1970 i Pakistan) er en dansk politiker og tidligere medlem af Folketinget for SF. Kamal Qureshi er uddannet læge.

## Biografi
Kamal Qureshi blev født i Rawalpindi i Pakistan af indisk-fødte forældre, men han flyttede med dem til København, da han var fire år gammel.
Han blev student fra Tårnby Gymnasium. Efterfølgende gik han i gang med medicinstudiet på Københavns Universitet. Han blev færdig med sit studie i 2000. Han har arbejdet som læge på Bispebjerg Hospital og som konsulent i Sundhedsstyrelsen, inden han blev valgt ind i Folketinget i 2001, hvor han repræsenterede SF indtil Folketingsvalget 2011.

## Politisk karriere
Politisk startede Qureshi i Radikal Ungdom, men han skiftede snart til SF. I foråret 2000 blev han SF's folketingskandidat i Sundbykredsen. Omtrent samtidig blev han valgt ind i partiets hovedbestyrelse. Han skiftede snart til Søndre Storkreds, og her blev han valgt ind i Folketinget ved valget. Som folketingsmedlem var Qureshi i en periode SF's menneskerettighedsordfører. Qureshi har endvidere været medlem af OSCE's parlamentariske Forsamling og Udenrigsudvalget 
Gennem årene har han også lavet forskelligt humanitært og foreningsmæssigt arbejde. Han har blandt andet været udsendt af Folkekirkens Nødhjælp som læge under Irakkrigen i 2003. Han har også taget initiativ til kampagnen "Frihed til forskellighed" i 2004. "Frihed til forskellighed" er med til at protestere mod den siddende regerings politik og menneskesyn. Qureshi har også gjort en indsats for AIDS-Fondet.
Qureshi blev i 2003 og 2005 kåret til årets politiker af Landsforeningen for Bøsser og Lesbiske. Han har modtaget priserne for sine talrige lovforslag og happenings, der sætter lys på forskelsbehandlingen af homo- og biseksuelle. For eksempel havde Qureshi i maj 2009 sagt ja til Amnesty International til at overvåge Baltic Pride, hvor deltagerne i tidligere år er blevet overfaldet. Dette gjorde han sammen med folketingskollegaen Johanne Schmidt-Nielsen fra Enhedslisten.
Qureshi har været fortaler for at adskille politik og religion.
Ved Folketingsvalget 2011 modtog han 1.977 personlige stemmer i Københavns Storkreds, hvor Villy Søvndal, Ida Auken og Özlem Sara Cekic fik flere stemmer.
Da SF kun opnåede tre mandater i kredsen kom Qureshi ikke ind Folketinget, men som 1. suppleant fik han muligheden da Søvndal i december 2013 trak sig af helbredsmæssige årsager.
Efter betænkningstid valgte han dog at takke nej til pladsen.

## Kontroverser
I sommeren 2007 skrev Ekstrabladet en række kritiske artikler om Qureshis boligforhold. Qureshi afviste dog beskyldningerne. I februar 2008 blev Qureshi anmeldt til politiet for bedrageri, idet Qureshi skulle have benyttet et andet navn end sit eget i forbindelse med udlejning af værelse, men der blev aldrig rejst tiltale, da politiet ikke fandt noget strafbart i Qureshis boligssag.
I februar 2008 skrev Ekstra Bladet en artikel, hvori avisen hævdede, at Kamal Qureshi havde snydt under sit universitetsstudium. Beskyldningen var, at Qureshi skulle have stjålet en opgave fra nogle medstuderende og efterfølgende have indleveret den i eget navn. Dekanen straffede dengang, ifølge Ekstra Bladets kilder, Qureshi med seks måneders studieforlængelse. Qureshi har dog fastholdt, at han har bestået alle sine eksaminer på medicinstudiet på lovlig vis – i øvrigt med gode karakterer.

## Privatliv
Qureshi har taget initiativ til en række radioudsendelser, og den 13. maj 2009 lancerede han et nyt radioprogram under navnet "Kamal ka Radio" på 92,9 FM rettet mod nydanskere. Qureshi har på sin hjemmeside begrundet initiativet sådan her: "Ønsket er at skabe en medieplatform for unge med indvandrerbaggrund, så vi også kan høre om andet end de stereotype billeder, som medierne for øjeblikket prøver at skabe".
Han var gift med lægen Katja Majlund Qureshi indtil 2007, hvor de blev skilt. Sammen har de tre børn, Nahtashah, Safiyah og Mali.
Qureshi er en aktiv samfundsdebatør, og man kan med jævne mellemrum læse hans kronikker i diverse danske aviser.